# Joseph Ellison Portlock
Le major-général Joseph Ellison Portlock (30 septembre 1794 - 14 février 1864) est né à Gosport et est un géologue et soldat britannique, fils unique de Nathaniel Portlock et capitaine de la Royal Navy.

## Biographie
Formé à la Blundell's School  et à l'Académie royale militaire de Woolwich, Portlock entre dans le Royal Engineers en 1813. En 1814, il participe aux opérations frontalières au Canada. En 1824, il est sélectionné par le lieutenant-colonel (plus tard major-général) TF Colby (1784-1852) pour participer à l'Ordnance Survey of Ireland. Il est engagé pendant plusieurs années dans la branche trigonométrique et compile ensuite des informations sur les aspects physiques, la géologie et les produits économiques de l'Irlande, notamment le Mémoire pour lequel il écrit des sections substantielles sur l'économie productive.
En 1837, il crée à Belfast un bureau géologique et statistique, un musée de spécimens géologiques et zoologiques et un laboratoire d'examen des sols. Le travail est ensuite poursuivi par Portlock en tant que branche géologique de l'Ordnance Survey, et les principaux résultats sont incorporés dans son rapport sur la géologie du comté de Londonderry et de certaines parties de Tyrone et Fermanagh (1843), un document élaboré et illustré dans lequel il est assisté par Thomas Oldham.
Après avoir servi à Corfou et à Portsmouth, il est, en 1849, nommé commandant du génie royal à Cork, et de 1851 à 1856, il est inspecteur des études à l'Académie royale militaire de Woolwich. Pendant une courte période, commandant à Douvres, lorsque le Conseil de l'éducation militaire est formé en 1857, il est choisi comme membre.
Au cours de ces années de service actif, il contribue par de nombreux articles géologiques aux sociétés scientifiques de Dublin et à la British Association. Il publie, en 1848, un traité de géologie dans la Rudimentary Series de John Weale (3e éd., 1853). Il est président de la section géologique de la British Association at Belfast (1852) et de la Société géologique de Londres (1856-1858). Il écrit un mémoire de feu le major-général Colby, avec un croquis de l'origine et des progrès de l'enquête trigonométrique (réimprimé en 1869 à partir de documents sur des sujets liés aux Royal Engineers, vol. iii-v.). Il contribue également à plusieurs articles sur des sujets militaires à la 8e édition de l'Encyclopédie. Il est élu membre de la Royal Society en 1837. Il meurt à Dublin le 14 février 1864.
Il se marie deux fois, à Julia Browne à Kilmaine, Co Mayo, Irlande le 24 février 1831, et avec Fanny Turner à Cork, Irlande le 11 décembre 1849. Fanny est la 4e fille du major-général Charles Turner, commandant du KH du district de Cork. Il n'a aucun enfant de l'un ou l'autre mariage. Il mène des expériences, en utilisant des héliostats à lumière drummond oxhydrique pour réfléchir les rayons du soleil à 108 miles au-dessus du canal St George, prouvant que la terre n'a pas de courbure détectable pour soutenir une hypothèse de globe.